# Nunatak
Nunatak (iz inuitskega nunataq) je vrh ali greben gore, ki štrli iz ledenega polja ali ledenika, ki sicer pokriva večji del gore ali grebena. Pogosto tvorijo naravne piramidalne vrhove. Izolirani nunataki se imenujejo tudi ledeniški otoki, manjši nunataki, zaokroženi z ledeniškim delovanjem, pa se lahko imenujejo rognoni.
Beseda je grenlandskega izvora in se uporablja v geološki stroki.

## Opis
Izraz nunatak se običajno uporablja na območjih, kjer je prisotna stalna ledena plošča in greben štrli nad ploščo. Nunataki predstavljajo lahko prepoznavne referenčne točke v ledenikih ali ledenih pokrovih in so pogosto poimenovani. Čeprav so nekateri izolirani, lahko tvorijo tudi goste grozde, kot je dežela kraljice Luise na Grenlandiji.
Nunataki so na splošno oglati in nazobčani, kar ovira nastanek ledeniškega ledu na njihovih vrhovih, čeprav se na njih lahko nabira sneg. To je lahko v močnem nasprotju z mehkejšimi obrisi ledeniško erodirane zemlje, potem ko se ledenik umakne. Zaradi nizke frekvence ciklov zmrzovanja in odmrzovanja na območjih ledenih pokrovov in ledenih plošč nanje ne vpliva preveč preperevanje zmrzali.
Običajno so nunataki edina mesta, kjer lahko rastlinstvo preživi na ledenih ploščah ali ledenih pokrovih. Življenjske oblike na nunatakih so pogosto izolirane z okoliškim ledom ali ledenikom, kar zagotavlja edinstvene habitate.